# Gesellschaft vom Heiligen Herzen Jesu (Sacré-Cœur)

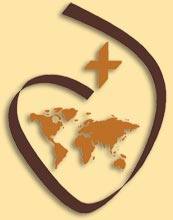
Logo des Ordens heute

Die Gesellschaft vom heiligen Herzen Jesu (Sacré Cœur) ist eine Ordensgemeinschaft von Frauen, welche 1800 von Sophie Barat in Frankreich gegründet wurde.
Die Kongregation ist ein Schulorden und hat Niederlassungen in 41 Ländern. Die Ordensschwestern arbeiten im Schwerpunkt in der Ausbildung von Mädchen und Frauen. Sie tragen das Ordenskürzel RSCJ, für lateinisch Religiosa Sanctissimi Cordis Jesu, „Ordensfrau vom heiligsten Herzen Jesu“. Im Jahre 2015 zählte die Gemeinschaft 2099 Mitglieder, am 31. Oktober 2023 waren es 1492 Schwestern. Das Mutterhaus des Ordens mit dem Sitz der Generaloberin befindet sich in Rom.

## Geschichte
In zahlreichen Städten waren die Ordensfrauen vom heiligsten Herzen Jesu die ersten, die jungen Mädchen eine höhere Bildung ermöglichten. Dies gilt insbesondere für Lateinamerika.

## Generaloberinnen
(Quelle:)
- 1800–1865 Sophie Barat (1779–1865), Gründerin des Ordens
- 1865–1874 Joséphine Goetz
- 1874–1894 Adèle Lehon
- 1894–1895 Auguste von Sartorius
- 1895–1911 Mabel Digby
- 1911–1914 Janet Stuart
- 1915–1928 Marie de Loe
- 1928–1946 Manuela Vicente
- 1946–1958 Theresa de Lescure
- 1958–1967 Sabine de Valon
- 1967–1970 Josefa Bultó
- 1970–1982 Concepción Camacho
- 1982–1994 Helen Mc Laughlin
- 1994–2000 Patricia García de Quevedo
- 2000–2008 Clare Pratt
- 2008–2016 Kathleen T. Conan
- seit 2016 Barbara Dawson[5]

## Zentraleuropäische Provinz
Die erste Gründung des Ordens in Österreich war 1846 in Graz, 1854 in Bregenz, 1868 in Wien und 1892 in Pressbaum. Im Jahre 2004 wurden die Ordenshäusern der Provinz Österreich-Ungarn mit den Ordenshäusern der Provinz Deutschland-Schweden zusammengelegt und bilden nunmehr die Zentraleuropäische Provinz (CEU) mit dem Provinzhaus in Wien.
- 2007–2016 Christel Peters, Provinzoberin[6]
- seit 2016 Laura Moosbrugger, Provinzoberin[7]

## Bekannte Schwestern der Kongregation
- Rose Philippine Duchesne (1769–1852), brachte die Ordensgemeinschaft in die Vereinigten Staaten
- Christine Höffler (1827–1878), Malerin
- Josefa Menéndez (1890–1923), Mystikerin
- Isa Vermehren (1918–2009)

## Schulen
- Sophie-Barat-Schule in Hamburg
- Sankt-Adelheid-Gymnasium in Bonn, bis 1985 in Trägerschaft des Herz-Jesu-Klosters St. Adelheid, heute des Erzbistums Köln
- Schloss Blumenthal in Vaals (1848–1976)
- Sacré Coeur Graz
- Sacré Coeur Riedenburg in Bregenz
- Sacré Coeur Wien
- Sacré Coeur Pressbaum
- Seishin-Frauenuniversität in Shibuya, Tokio
- Campus Sacré Coeur Wien Währing im Sacré-Cœur-Netzwerk

## Klöster
- Herz-Jesu-Kloster St. Adelheid, Bonn-Pützchen